# Catedrala Sfântul Nicolae din Bălți
Catedrala Sfântul Nicolae din Bălți a fost construită de Alexandru  (Panaite) în perioada 1791–1795, după modelul bisericilor apusene. Această catedrală este cea mai veche construcție din municipiu. Catedrala Sf. Nicolae din Bălți are statutul de monument de importanță istorică și arhitecturală.
Proiectul catedralei a fost făcut de arhitectul german Anton Weissmann. În scopul dezvoltării comerțului local, boierul Alexandru Panaiti a invitat din Galiția 300 de armeni negustori. Îndeplinind contractul cu armenii boierul a construit catedrala apuseană. Însă armenii nu au venit și a fost sfințită ca una ortodoxă. Unul din pictorii care a zugrăvit biserica a fost originar din Bălți – Eustațiu Altini. El a zugrăvit iconostasul și o parte din cupole.

## Clopotnița
În fața catedralei Sf. Nicolae a fost construit în anul 1888 un turn clopotniță cu două niveluri, în stil eclectic, încununat cu o fleșă. În perioada interbelică clopotniței i s-au adăugat două niveluri noi, arhitectura fațadelor fiind modificată în spiritul arhitecturii istorice românești. La 5 aprilie 1965, în scopul lărgirii pieței centrale din fața Sediului Sovietului orășenesc (actuala Primărie) de deputați ai poporului, clopotnița a fost demolată.
În 1994 cu străduința parohului Catedralei protoiereul Mihail Saracuța a început reconstrucția clopotniței, lucrările fiind finanțate de omul de afaceri Nicolae Chirilciuc. Noua clopotniță a fost sfințită la 22 mai 1995, de hramul orașului. Are patru clopote confecționate dintr-un aliaj de argint, staniu și cupru, și au fost turnate la Moscova. Mijloacele financiare alocate de Nicolae Chirilciuc se cifrează la circa 800 mii lei.  La 1 septembrie 1994 în conformitate cu hotărârea primăriei or. Bălți  №4/24  din  16 aprilie 1992  în  prezența constructorilor,  corului  bisericesc, dnul Nicolae Chiriliciuc și parohul Bisericii Sfântului Nicolae, protoiereul mitrofor Mihail  Saracuța au pus prima  piatră  la temelia  Clopotniței  și capsulă a timpului în care se conține următorul mesaj: „Astăzi,  joi, 1  septembrie  1994, în  conformitate  cu hotărîrea primăriei or. Bălți cu participarea arhitectorului șef d. Boris Grițunic, din contul mijloacelor personale a președintelui Băncii „ Moldova Nord Banc” dnul Chiriliciuc, cu  binecuvîntarea  Înaltpreasfințitului  Vladimir, Mitropolitul  Chișinăului și  a  Întregii Moldove  și  cu stăruința  parohului Soborului  Sfântului Nicolae  din  orașul Bălți  protoiereul  mitrofor Mihail Saracuța, constructorii trastului „Confercăi” în frunte cu Alexandru Zaițev au pus piatra de temelie a clopotniței celui mai vechi lăcaș sfânt al urbei în speranța  de-a  finisa cu  ajutorul  lui Dumnezeu  în  anul 1995  către aniversarea a 200 ani de la înălțarea soborului Sf. Nicolae. Să ne ajute Dumnezeu!”  .Clopotnița are o înălțime de 33 de metri și e constituită din 4 nivele. În construcția ei au fost utilizate peste 300 mii de cărămizi roșii, 140 m3 beton armat în fundație 200 m3 în restul construcției, armătură - 50 de tone. La 22 mai, când a fost sfințită de episcopul Vladimir Cantarean, ctitorul clopotniței, Nicolae Chirilciuc, a fost decorat cu înalta distincție a Bisericii Ortodoxe Ruse - „Kneazul Vladimir” .
Clopotnița a fost reconstruită respectându-se aspectul ei din perioada interbelică.